# Народна библиотека Рибник
Народна библиотека Рибник је јавна и централна библиотека општине Рибник. Библиотека врши стручни надзор и организује рад у библиотекама Основне школе и Средње школе. Књижни фонд је богат и разноврстан, а чини га око 12.000 јединица библиотечке грађе.

## Историјат
Јавна установа "Народна библиотека Рибник" је почела са радом 2006. године. Функционише и финасира се средствима Министрства просвјете и културе и Општине Рибник, као оснивача. Број читалаца је око 900 и углавном су то ученици основних школа и средњошколског центра у Рибнику, али и остали грађани општине Рибник. Осим основне дјелатности народна библиотека организује промоције и дружења са писцима из Републике Српске и окружења.
Током 2009. и 2010. године, Народна библиотека Рибник, је постала богатија за преко 3000 наслова, који су представљали домацију Радија Београд, што је представљало велики значај за једну од најмлађих библиотека Републике Српске.